# Spentrup
Spentrup Østjylland egyik városa, Midtjylland régióban, Randers községben. Lakossága 2017-ben 2451 fő volt. A településtől 15 km távolságra fekszik, északi irányban Mariager, 26 km-re fekszik délnyugatra Hadsundtól és 10 kilométernyire fekszik északnyugatra Randerstől. 
A spentrupi egyházmegye központja. A város temploma az 1800-as években épült spentrupi templom.
A Bilcher iskolába 547 tanuló jár 0-7. osztályos korukig.

## Fordítás
Ez a szócikk részben vagy egészben  a   Spentrup című dán Wikipédia-szócikk ezen változatának fordításán alapul.  Az eredeti cikk szerkesztőit annak laptörténete sorolja fel. Ez a jelzés csupán a megfogalmazás eredetét és a szerzői jogokat jelzi, nem szolgál a cikkben szereplő információk forrásmegjelöléseként.